# Metopilio australis
Metopilio australis is een hooiwagen uit de familie Sclerosomatidae.